# I. e. 26. század

## Események

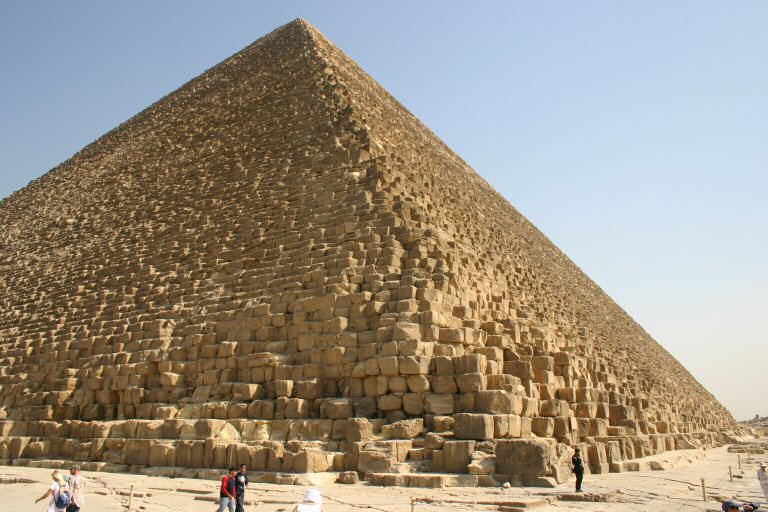
A gízai nagy piramis

- az ókori Egyiptomban a IV. dinasztia (i. e. 2613 – i. e. 2482) van hatalmon
- Mezopotámiában a korai dinasztiák városállamai uralkodnak

- kb. i. e. 2600 – az Indus-völgyi civilizáció felemelkedése, virágzásának kezdete
- kb. i. e. 2600 – i. e. 2500 – Dániában a vadlovakat az ünnepi lakomákon még mindig fogyasztják
- kb. i. e. 2600 – i. e. 2000 Korai minószi korszak Krétán.
- kb. i. e. 2589 – Egyiptomban Hufu fáraó megkezdi uralkodását
- kb. i. e. 2550 – a gízai nagy piramis feltételezett befejezési ideje
- kb. i. e. 2500 – megkezdődik az angliai Stonehenge építése, amely 500 évig tart majd
- kb. i. e. 2500 – a núbiai Kerma Királyság (wd) megalapítása
- kb. i. e. 2100 – Kínában Hszia-dinasztia kerül hatalomra

## Fontos személyek
- Sao-hao kínai császár (kb. i. e. 2597 – kb. i. e. 2514)
- Meszkalamdug sumer király, Ur vezetője (i. e. 2600 – kb. i. e. 2550)
- Hufu egyiptomi fáraó (kb. i. e. 2589 – kb. i. e. 2566)
- Dzsedefré egyiptomi fáraó (kb. i. e. 2566 – kb. i. e. 2558)
- Hafré egyiptomi fáraó (kb. i. e. 2558 – kb. i. e. 2532)
- Menkauré egyiptomi fáraó (kb. i. e. 2532– kb. i. e. 2503)

## Találmányok, felfedezések
- a dromedár és a kétpúpú teve háziasítása
- norvég sziklarajzok bemutatják a sítalpak használatát
- Kínai selyemhernyó tenyésztés kezdete.